# زاپیزولام
زاپیزولام یک داروی پیریدودیازپینی است که آنالوگ بنزودیازپین از گروه پیریدوتریازولودیازپین است. این دارو دارای اثرات آرام‌بخش و ضداضطراب، مشابه اثرات مشتقات بنزودیازپین است. زاپیزولام به صورت غیرقانونی به عنوان یک داروی طراحی شده فروخته می‌شود.